# Didymocentrus trinitarius
Espèce
Synonymes
- Diplocentrus trinitarius Franganillo, 1930

Didymocentrus trinitarius est une espèce de scorpions de la famille des Diplocentridae.

## Distribution
Cette espèce est endémique de la province de Sancti Spíritus à Cuba. Elle se rencontre vers Trinidad.

## Description
Les mâles mesurent de 30,75 à 42,90 mm et les femelles de 30,50 à 42,30 mm.

## Systématique et taxinomie
Cette espèce a été décrite sous le protonyme Diplocentrus trinitarius par Franganillo en 1930. Elle est placée dans le genre Didymocentrus par Armas en 1973.

## Étymologie
Son nom d'espèce lui a été donné en référence au lieu de sa découverte, Trinidad.

## Publication originale
- Franganillo, 1930 : Mas aracnidos nuevos de la isla de Cuba. Memorias del Instituto Nacional de Investigaciones Científicas, vol. 1, p. 45-99.